# 沈文君
沈文君，又称海参哥、参哥，山东省烟台市牟平区宁海镇西关村人，毕业于烟台市牟平区职业中等专业学校2002级钳工班。2003年开始做淘宝店，靠卖海参发迹，此后卖情感课程，又转型面向创业者和高管兜售成功学、短视频课程。

## 争议
2023年8月30日，沈文君旗下的最大账号“参哥认知圈”被抖音封禁，但其他矩阵账号的直播未受影响。参哥回应称“就当他是个屁，我直接忽略了，立马就起新号”。
2024年3月，抖音发布《关于开展“厚黑学”“伪成功学”专项治理的公告》，表示将治理自媒体炒作社会焦虑，无底线吸粉引流牟利，对一系列账号进行了屏蔽处理，沈文君就是其中之一，其个人的搜索关键词已被抖音全部屏蔽，旗下的部分账号也处于禁言状态。
2024年2月，璩静在购买沈文君有关短视频课程后，于五一劳动节期间在抖音开设账号“我是璩(qú)静”发布争议言论引发网络热议并被百度公司开除后。沈文君也受到舆论关注，被质疑专割创业者和高管韭菜。